# 長崎みなみ
長崎 みなみ（ながさき みなみ、1966年11月9日 - ）は、日本の女性声優、歌手。アダルトゲームを始め、多彩な分野で活動した。現在はオタリエ名義でスピリチュアルセラピストとしての活動も行っている。

## 経歴・人物
神奈川県藤沢市出身、神奈川県立七里ガ浜高等学校卒業。
「長崎みなみ」の芸名はゲームの仕事をするようになってから付けたもので、当時住んでいた東京都豊島区南長崎から。
児玉さとみとはかつて「江古田シスターズ」というユニットを結成し、同人誌を発刊していた。
愛称は「みなみん」、もしくは「みなみおねいさん」（なお「みなみおねえさん」は北都南のことを指す）。北都南と並んで、アダルトゲーム声優の筆頭、及び第一人者と認識されている事が多い。また声優としては前述の通り、非常に広範囲で活躍している。顔出しでの仕事も多い。
TVアニメ『下級生2〜瞳の中の少女たち〜』にて、井伏オキエ役での出演が予定されていたが、収録直前に病気で降板せざるを得なくなったため、鳴海エリカが急遽代役として起用された経緯がある。
『仮面ライダーシリーズ』の大ファンで、公式サイトには時折仮面ライダー関連の書き込みがなされている。特に「響鬼」と「カブト」が好き。
元はイエローテイル所属。病気療養に専念するために、2005年3月をもって活動を一時休止。その後、組織改編により2006年にロックンバナナへ移籍。同年6月30日に行われたイベントにおいて完全復活宣言を行ったが、2007年6月には病気療養により再度休業、2009年9月30日に退所。その後フリーとなり、ライブを中心とした活動を再開していた。
2019年に『「長崎みなみ」を「卒業」する』として、活動名義を『オタリエ』に変更。「癒し屋さん」と称し、ライブ活動と並行してスピリチュアルセラピストとしても活動を始めた。

## 出演

### アダルトアニメ
年代不明
- G-taste（風吹東花、風吹京花）

1999年
- Natural -身も心も-（出水由羽）
- Piaキャロットへようこそ!!2 DX（日野森あずさ）

2000年
- With You 〜みつめていたい〜（チャムナ・フォン）

2001年
- Natural2 -DUO-（鳥海千紗都）

2002年
- 女教師（朝倉理奈）

2003年
- とらいあんぐるハートOVA 〜Sweet Songs Forever〜（フィアッセ・クリステラ）
- メイド イン ドリーム（撫子）
- 水夏（水瀬伊月）

### 劇場アニメ
2002年
- Piaキャロットへようこそ!! 〜さやかの恋物語〜（日野森あずさ）

### 一般ゲーム
1996年
- きゃんきゃん☆バニー プルミエール2（東山日奈緒、サワディ）※SS版

1997年
- きゃんきゃん☆バニー エクストラ（東山日奈緒、青山美沙生、サワディ）

1998年
- Piaキャロットへようこそ!!（稲葉翔子、今井冴子）※SS版

1999年
- うぃずゆーTOYBOX（チャムナ・フォン、橋本みよか）

2000年
- With You＋TOYBOX NEW AGE PACK（チャムナ・フォン、橋本みよか）
- 絆という名のペンダント with TOYBOXストーリーズ（チャムナ・フォン、橋本みよか）

2001年
- Candy Stripe 〜みならい天使〜（森崎綾乃）
- Pia♥キャロットへようこそ!!2.5（日野森あずさ、山名春恵）

2002年
- 水夏〜SUIKA〜（水瀬伊月）
  - WATER SUMMER（水瀬伊月）
- ゆきんこ☆ばぁにんぐ（御堂サキ、鈴木ミルフィー）
- SHADOW AND SHADOW（彩、風喜）

2003年
- 水夏〜おー・157章〜（水瀬伊月）
- あいかぎ 〜ひだまりと彼女の部屋着〜（葉月彩音）- DC版
- あいかぎ 〜ぬくもりと日だまりの中で〜（葉月彩音）
- Guardian Angel（ミリアム）
- 夏夢夜話（ジゼル）

2004年
- おしえて! ぽぽたん（雫）
- 3LDK♥〜幸せになろうよ〜（宮下綾瀬）

2005年
- AngelWish 〜君の笑顔にチュッ!〜（鈴音＝メルヴェイユ）
- Natural2 -DUO- 桜色の季節（鳥海千紗都）

2008年
- D.C. 〜ダ・カーポ〜 the Origin（水越眞子）

### アダルトゲーム
1996年
- 女医・美奈子（野間美奈子）
- 同窓会メモリアルパッケージ（秋山みどり）
- きゃんきゃん☆バニー エクストラDX（東山日奈緒、青山美沙生、サワディ）
- きゃんきゃん☆バニー プルミエール2（東山日奈緒、サワディ）

1997年
- Piaキャロットへようこそ!!2（日野森あずさ、山名春恵）
- アラベスク（マリィ）
- きゃんきゃんバニー1・Primo（渡辺麻美、カリン、店野店子）
- バーチャコール3（有栖川光海、武者小路可憐、プリシア）
- AKIKO HARD（庄田絵里子、河島未麗）
- 幻影調教倶楽部（西園寺綾野）

1998年
- With You 〜みつめていたい〜（チャムナ・フォン、橋本みよか）
- LAST CHILD（未亜、ユリカ）
- ぴあきゃろTOY BOX（日野森あずさ、山名春恵）
- 悶〜もだえ〜（守山真奈美、萌絵）
- Natural -身も心も-（出水由羽）
- PALETTE（鳩羽翠、牧原勇気）

1999年
- 転任教師（鯉沼愛美）
- ラ・ヴィ・ド・シャトウ（フェリシア・アルト・レクタンドール）
- ホワイトパンツ（青江理香、ママ）
- トゥインクルレビュー（上小園繭、社長）
- LOVE FOREVER（鈴木ミルフィー、氷室くるみ）
- マジカル☆トレジャー〜彼女はメイド2〜（ロクサーヌ）
- ハートに火をつけて…（岸和田典子）
- リップスティックアドベンチャーEX（白石亜希）
- ぬきのべ（佐伯貴子）

2000年
- とらいあんぐるハート3 〜Sweet Songs Forever〜（フィアッセ・クリステラ）
- プリンセスメモリー（フィーリア）
- Aries（佐倉いなほ、天使ももこ）
  - 闇鍋Aries〜明日への挑戦状〜（佐倉いなほ）
- Natural Zero+ -はじまりと終わりの場所で-（出水由羽、鳥海千紗都）
- Natural2 -DUO-（鳥海千紗都）
- 真夏の夜の夢（虐夢、砂漠の少女）
- 二重影（彩、風喜）
- 光を…（水無月紫苑、闇の巫女）
- 逢魔ヶ刻の記憶（上郷静音）
- 自慰2〜仔羊達の眠れない夜〜（船山望美）

2001年
- Piaキャロットへようこそ!!3（日野森あずさ、近藤静香）
- ラブネゴシエイター（桜井さちえ、滝みゆき）
- Infantaria（ソフィア＝イヴェール＝ラレンシア、ソフィア＝アデネード）
- Beside 〜幸せはかたわらに〜（華織こよみ）
- ゆきうさぎ（御堂サキ、鈴木ミルフィー、氷室くるみ）
- 雪語り（青柳千歳）
- 同窓会again（秋山みどり）
  - 同窓会refrain（秋山みどり）
- サフィズムの舷窓 （ヘレナ・ブルリューカ、ミリエラ）
- 水夏（水瀬伊月）

2002年
- 行殺♥新選組FRESH（カモミール芹沢、おまちちゃん）
- ぎりギリLOVE（日下部七海）
- SinsAbell〜緋昏し空の遠く〜（乾さつき）
- 傷モノの学園〜case of saint spica〜（尾瀬公子、今野由衣）
- H〜いつかたどりつけた場所〜（真田冬月）
- PINK PANZER〜ピンクの象〜（大停蘭子、兵藤リディア、銛部瑞希、さとこ）
- あいかぎ 〜ひだまりと彼女の部屋着〜（葉月彩音）
- 妹汁（小日向結希）
- 先生だーいすき（柴ノ宮美月、御影薫）
- D.C. 〜ダ・カーポ〜（水越眞子）
- D.C. White Season 〜ダ・カーポ ホワイトシーズン〜（水越眞子）
- Floralia 〜フローラリア〜 （麻生鈴音）
- ハヤシ迷作劇場（リリー）
- おれのなつやすみ（亜理朱）
- 雨に歌う譚詩曲 [A rainbow after the rain]（伊藤千夏、木野原雨）
- エロ研究室（林田京子）
- ぽぽたん（雫）
- 僕と、僕らの夏（旅館のおばさん）
- メイド イン ドリーム（撫子）
- しっぽのきもち（雪乃）
- けがれた英雄 〜邪淫聖女狩〜（トリスティーナ・エルトルリーダ）
- なつかげ（結城沙耶香）
- 朝の来ない夜に抱かれて -ETERNAL NIGHT-（卯里子、八雲桐絵、天邪鬼）

2003年
- ライアー大戦 じゃんまげどん（フィアナ、常葉愛、ヘレナ・ブルリューカ）
- たのしいちょうきょ〜♪（美羽）[9]
- D.C. 〜ダ・カーポ〜感謝ぱっく（水越眞子）
- D.C.P.S. 〜ダ・カーポ〜 プラスシチュエーション（水越眞子）
- おれのなつやすみ番外編（亜理朱）
- 光を… DELUXE（水無月紫苑）
- ANGELS BLUE（北条美紅）
- ゆきうさぎ でらっくす（御堂サキ、鈴木ミルフィー）
- Ricotte〜アルペンブルの歌姫〜（フィオーレ）
- 夏色☆こみゅにけ〜しょん♪（月島千夏）
- 待宵草〜まつよいぐさ〜（神林観月）
- すくみず 〜フェチ☆になるもんっ!〜（松下梨香）
- 妹 わたし、どんなことだって…（福永みどり）
- ドキドキしすたぁパラダイス（藤之宮雪奈）
- 3LDK♥（宮下綾瀬、香奈恵、さやか）
- summerラディッシュバケーション!!（伊能舞）
- 最終痴漢電車2（片瀬水穂、柳綾香）
- 人妻コスプレ喫茶（真下住奈絵）
- to…（白石今日子）
- ふたりじめ -幼なじみと夏と義妹-（園井明日香）
- モノグラフ 〜遠い約束〜（九印夢乃）
- 虹の彼方に（瑞原鈴子、奈良橋春乃、春日野日之出、武石香奈恵、桃木千尋）
- 淫獄の館（三島舞子）

2004年
- まじかる★ている（シュナ）
- まじれす!!〜おまたせ♪Little-wing〜（松山弥生）
- Aries PureDream/LoveDream（佐倉いなほ、天使ももこ）
- AngelWish 〜放課後の召使いにチュッ!〜（鈴音＝メルヴェイユ）
- D.C.P.S. 〜ダ・カーポ〜 プラスシチュエーション（水越眞子）
- 輪奸学園「やめてっ!…お母さん、見ないで!」（鞠川蛍）
- 乳感ナースっ!（川村映子）
- Floralia+ 〜フローラリア プラス〜 （麻生鈴音）
- IMMORAL（河井愛美）
- 凌姫〜淫らに響く復讐の輪舞曲〜（エルディア）
- 水泳教室〜冬でもスクール水着〜（稲葉菜穂）
- チェリッシュピザはいかがですか♥（相良美月）[10]
- 終の館〜恋文〜（中里藤）
- ホームメイド -Homemaid-（久留間藤）
- ないしょの放課後（橘さくら）
- CARNIVAL（九条香織）
- 鉄腕がっちゅ（アズサ）
- Yin-Yang! X Change Alternative（麻倉瑞希）
- 放課後 〜濡れた制服〜（水野明里）
- らくえん〜あいかわらずなぼく。の場合〜（千倉紗絵）
- 下級生2（井伏オキエ）
- PARADISE LOST（リリス・アルトマリン）
- 巣作りドラゴン（ドゥエルナ）
- 姉、ちゃんとしようよっ!2（犬神帆波）

2005年
- CARNIVAL DVD-PG版（九条香織）
- 萌えろDownhill Night -峠最速伝説-（此ノ崎未知）
- Answer Dead（斉藤夕）
- ないしょの放課後 DVDPG版（橘さくら）

2006年
- テリぷら2（月島千夏）
- D.C.II 〜ダ・カーポII〜（水越眞子）
- CROSS FIRE（大石楓）
- みにきす 〜つよきすファンディスク〜（犬神帆波）

2007年
- なでしこ〜朱色のらせん〜（芝原雅、PTA役員）
- 女神大戦（寺門雅）
- 白銀のソレイユ（ジークルーネ）
- Natural2 -DUO- DVD EDITION（鳥海千紗都）
- 遊撃警艦パトベセル 〜こちら首都圏上空青空署〜（黛玲於奈、駿河葉澄）[11]
- すくぅ〜る・らぶっ!2〜恋するパフェちっく〜（小松原亜衣理）
- 塔ノ沢魔術研究会+（羽柴なつみ）

### ドラマCD
1999年
- ナチュラル〜身も心も〜 ドラマCD Vol.1 - 2（出水由羽）

2000年
- ボイスドラマ ナチュラル〜身も心も〜（出水由羽）

2001年
- Piaキャロットへようこそ!!2 DX ドラマCD（日野森あずさ）
- ○学○年生シリーズ G-typeドラマCD（2001年 - 2007年、美波南）- 3作品

2002年
- Infantaria〜インファンタリア〜（ソフィア＝イヴェール＝ラレンシア、ソフィア＝アデネード）

2003年
- 3LDK♥ サウンドトラック&ドラマCD（宮下綾瀬）
- 水夏 初回限定版特典ドラマCD+ドラマCD『メデスのきもち』（水瀬伊月）

2004年
- カルマ13 ドラマCD〜カルマがいっぱい!?〜

2005年
- もんかな企画第二巻

2006年
- （株）ツバメ警備保障

2010年
- メロドラマ

## ディスコグラフィ

### シングル
| 枚  | 発売日         | タイトル                             | 規格品番  |
| --- | -------------- | ------------------------------------ | --------- |
| 1st | 2002年11月29日 | はいぱぁ☆やっちゅー!!MEGA・みなみん♪ | DLRD-2002 |
| 2nd | 2003年8月22日  | やっちゅーロボ!MEGA・みなみん!!      | DLRD-2003 |

### アルバム
| 枚  | 発売日        | タイトル                 | 規格品番  |
| --- | ------------- | ------------------------ | --------- |
| 1st | 2005年1月28日 | V.O.E〜Voice Of Energy〜 | DLRD-2004 |

### キャラクターソング
| 発売日   | 商品名                                                            | 歌                         | 楽曲                                 | 備考                                             |
| 2000年   | 2000年                                                            | 2000年                     | 2000年                               | 2000年                                           |
| -------- | ----------------------------------------------------------------- | -------------------------- | ------------------------------------ | ------------------------------------------------ |
| 1月21日  | Pia♥キャロットへようこそ!!2 DX ヒロインコレクション1 日野森あずさ | 日野森あずさ（長崎みなみ） | 「しずかな深呼吸して」               | PCゲーム『Pia♥キャロットへようこそ!!2』関連曲    |
| 2月10日  | TWINKLE REVUE SOUNDTRACK                                          | 上小園繭（長崎みなみ）     | 「AFTERNOON WALK」                   | PCゲーム『トゥインクルレビュー』上小園繭EDテーマ |
| 2003年   |                                                                   |                            |                                      |                                                  |
| 12月28日 | テリオスキャラクターCDコレクション Vol.2 月島千夏                 | 月島千夏（長崎みなみ）     | 「ココロ夏色」 「…スキ…」            | PCゲーム『夏色☆こみゅにけ〜しょん♪』関連曲       |
| 2004年   |                                                                   |                            |                                      |                                                  |
| 11月26日 | 下級生2〜瞳の中の少女たち〜 ソング・コレクション                  | 井伏オキエ（長崎みなみ）   | 「誰よりもいちばん輝いてるあなたへ」 | TVアニメ『下級生2〜瞳の中の少女たち〜』関連曲    |

### その他参加楽曲
| 発売日   | 商品名              | 歌         | 楽曲      | 備考                                |
| 2010年   | 2010年              | 2010年     | 2010年    | 2010年                              |
| -------- | ------------------- | ---------- | --------- | ----------------------------------- |
| 11月11日 | CIRCUS 10th Collect | 長崎みなみ | 「Aries」 | PCゲーム『Aries』オープニングテーマ |

- 紫陽花色のダイアリー - CD未リリース。吉野茜とのデュエット、1996年発売のゲームきゃんきゃんバニープルミエール2オープニングテーマ。
- 雨の降らないおまじない - 同上、エンディングテーマ。

## その他
- ラブひな デスクトップアクセサリ（サラ・マクドゥガル、2000年）

### 書籍
- 紙の江古田シスターズ（単行本、児玉さとみとの共著、彩文館出版、2002年）
- 長崎みなみ（グラビア、写真：加島和彦、インタビュー：上崎洋一『G-type 』Vol.6 コアマガジン 2002年）
- 長崎みなみの愛の江古田人生相談（コラム、『バグナード』 Vol.1 コアマガジン 2002年）

### ラジオ
- Office dipプレゼンツ What's up!?ラジオ（調布FM）